# Caesalpinia yucatanensis
Caesalpinia yucatanensis là một loài thực vật có hoa trong họ Đậu. Loài này được Greenm. miêu tả khoa học đầu tiên.